# Andreas Jakobsson
Andreas Jakobsson (Lund, 6 de outubro de 1972) é um ex-futebolista sueco que atuava como zagueiro e meia. Atuou pela Seleção Sueca de Futebol na Copa do Mundo FIFA de 2002.